# Magdala
Magdala ist eine Landstadt im mittleren Thüringen zwischen Weimar im Westen und Jena im Osten. Sie liegt an der Magdel im Süden des Landkreises Weimarer Land und ist Teil der Verwaltungsgemeinschaft Mellingen. Ortsteile sind Göttern, Maina und Ottstedt.

## Geographie
Magdala liegt im Magdalaer Graben, der die geologische Formation der Ilm-Saale-Platte in hercynischer Richtung teilt, in etwa 280 Metern Höhe. Entlang des Grabens erstreckt sich von Süden nach Nordwesten das Tal der Magdel, eines Nebenflusses der Ilm. Westlich liegt der 496 Meter hohe Kaitsch (Kötsch) und östlich der 422 Meter hohe Coppanzer Berg. Weimar liegt etwa zwölf Kilometer nordwestlich, Jena etwa zehn Kilometer östlich. Die Ortsteile Ottstedt und Maina liegen westlich der Stadt, Maina bereits auf der anderen Seite der Bundesautobahn 4, während das Dorf Göttern südöstlich von Magdala liegt. Weitere Nachbarorte sind Kleinschwabhausen und Döbritschen im Nordosten sowie das zu Blankenhain gehörende Niedersynderstedt im Süden. Die Wüstung Wüste Flur befindet sich unmittelbar an der heutigen Stadt.

## Geschichte
Magdala wurde im Jahr 874 erstmals als Madaha urkundlich erwähnt. Folgend wechselte der Name über Madela (1184), Madela (1193), Madala (1203), Madla (1301), Madela (1345 und 1393) zu Magdala.
Die Gebrüder Alexander und Dietrich von Magdala waren Vasallen der Grafen von Orlamünde und saßen in der Wasserburg Magdala. Die Burg lag an der Nordostecke der Altstadt in der Niederung der Magdel. Später 1395, aber erst 1445 übten die Wettiner die Lehenshoheit aus. 1450 wurde die Stadt teilweise und 1452 die Burg im Sächsischen Bruderkrieg zerstört. Heute sind nur noch Mauerreste und der umlaufende Graben vorhanden.
Um 1284 erhielt der Ort durch die Grafen von Orlamünde Stadtrechte. Nach den Zerstörungen im Sächsischen Bruderkrieg verlor die Stadt an Bedeutung.
Zwischen 1535 und 1545 wurde die Stadt evangelisch.
Das Rathaus, ein Wahrzeichen der Stadt, stammt aus dem Jahr 1571. Die Jahreszahl ist über dem ehemaligen Eingangsportal im Renaissancestil eingemeißelt. Die alten Grundmauern von 1570 deuten auf ein Gebäude hin, dessen Errichtung mit der Stadtgründung 1288 zusammenfällt. Im Jahre 1849 brannten das Rathaus und Teile der Innenstadt ab. Die starken Rathausmauern blieben jedoch stehen und geben dem 1850 errichteten Neubau sein heutiges Aussehen.
Eine Überschwemmung im Jahr 1613 tötete viele Bürger Magdalas.
Die Domäne mit 255 ha war Besitz des Großherzogtums Sachsen-Weimar-Eisenach. Sie war 1923 an Hubert Scheibe verpachtet.
Im gesamten Gebiet der Stadt obliegt die Aufgabe der Wasserversorgung dem Wasserversorgungszweckverband Weimar; die Abwasserbeseitigung ist dem Zweckverband JenaWasser übertragen worden.
Name
Es gibt keine älteren urkundlichen Erwähnungen des Baches, alle behandeln den Ort Magdala. Der ursprüngliche Name war wohl Madel. Denkbar wäre eine volksetymologische Herleitung von Magd. Der ursprüngliche Name leitet sich wohl vom althochdeutschen Madal (Versammlungsort), dem gotischen maþel (Marktplatz), angelsächsischen mæþel (Versammlungsplatz) bzw. dem mittelhochdeutschen mahel (Volksgerichtsstätte) her. Beim Ort ist auch eine Ableitung vom althochdeutschen mad, math (Matte, Grasland) denkbar. Für die Mitte des 19. Jahrhunderts ist allerdings als Grundwort aha (eine Variante des -au) belegt. Der Name wäre daher Gerichtswasser oder auch Wiesenwasser. Da eine entsprechende Benennung des Ortes unwahrscheinlich erscheint, dürfte der Bach Namensgeber für den Ort sein, dessen Name erst später an die aus der Bibel bekannte Namensform des am See Genezareth gelegenen Migdal, Magdala, angeglichen wurde.

## Politik

### Gemeinderat

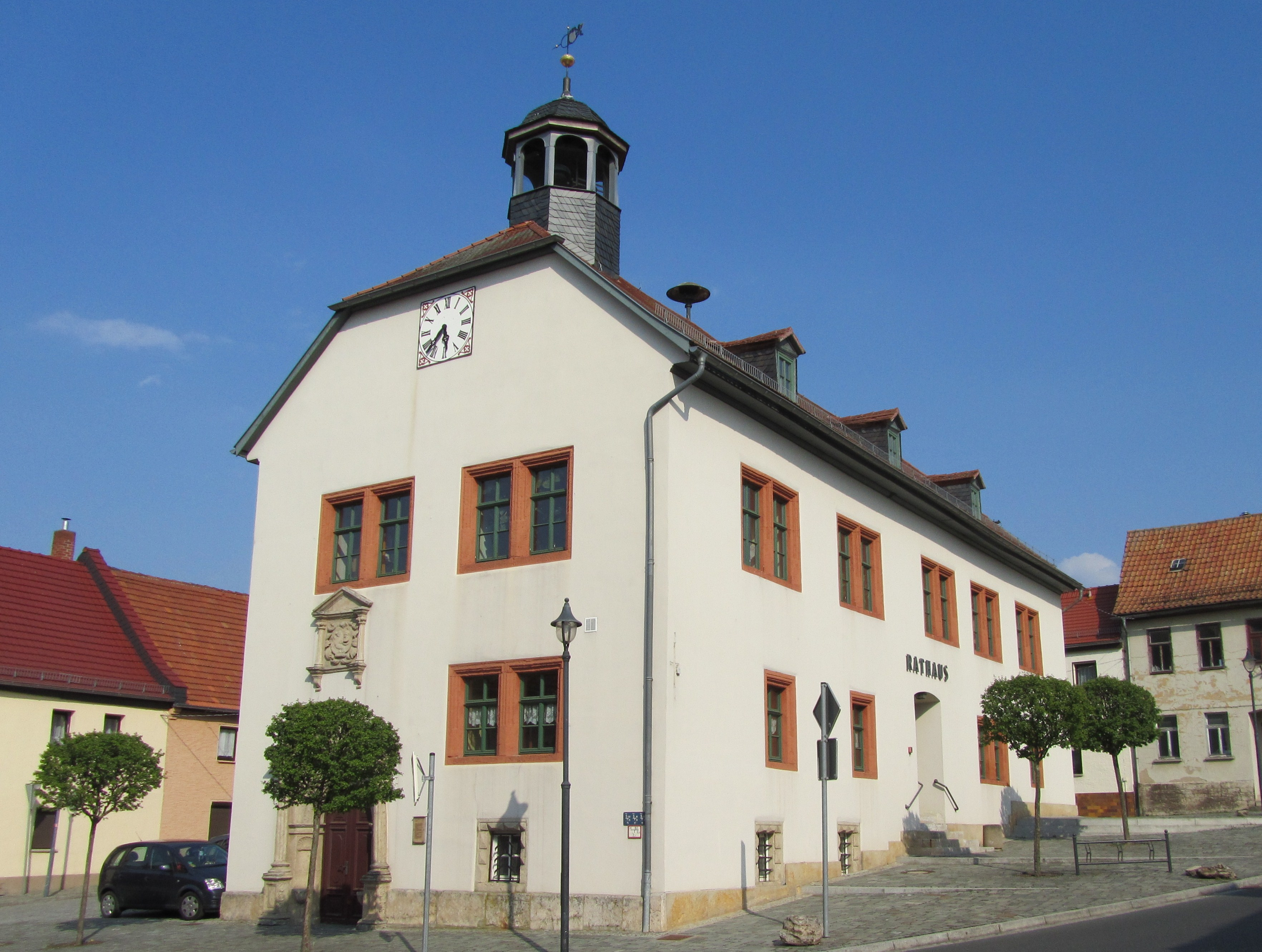
Rathaus

Die Gemeinderatswahl am 26. Mai 2024 führte zu folgender Zusammensetzung des Gemeinderats:
| Partei / Liste       | Stimmenanteil   | Sitze | +/- |
| CDU – Bürgerliste    | 51,4 % (+9,0%p) | 7     | +2  |
| FDP – Freie Bürger   | 22,6 % (−3,8%p) | 2     | −1  |
| Sport/Jugend/Vereine | 29,4 % (−5,5%p) | 3     | −1  |

### Bürgermeister
Bürgermeister ist seit 2004 Mario Haßkarl (CDU). Zuletzt wurde er am 12. Juni 2022 mit 79,2 % wiedergewählt. Sein Gegenkandidat war Jörn Herrmann.

### Städtepartnerschaften
- Isleham (Großbritannien)
- Nesles (Frankreich)

## Sehenswürdigkeiten

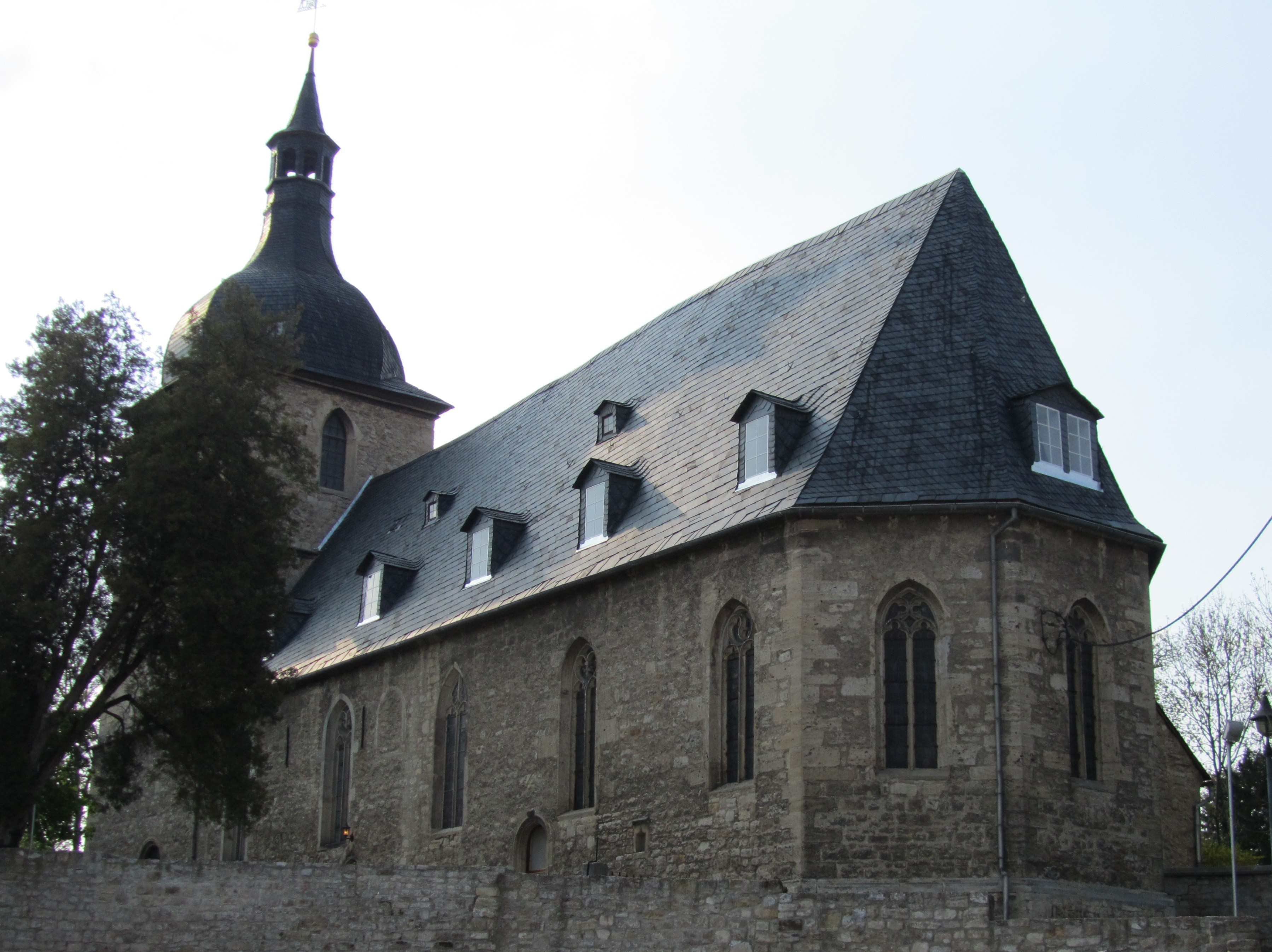
Die gotische Stadtkirche

Magdala verfügt über eine kleine, unregelmäßig angelegte Altstadt, was gegen eine planmäßige Stadtgründung spricht. In der Mitte liegt der kleine Marktplatz, auf dem das Rathaus steht. Der zweigeschossige Bau entstand um 1571 im Stil der Renaissance und ist von einem Turmaufbau auf dem Dach bekrönt. An der Westseite ist ein stiltypisches Portal erhalten, über dem ein Wappenstein eingelassen ist.
Etwas abseits des Markts auf einem Hügel am Stadtrand steht die evangelische Stadtkirche St. Johannis, eine gotische Hallenkirche mit barocker, für Thüringen typischer Turmhaube. Nördlich der Altstadt im Magdeltal stand die Burg von Magdala, von der Grundmauern und ein Wassergraben erhalten sind.
Gedenkstätten
Auf dem Friedhof erinnert ein Gemeinschaftsgrab mit Gedenkstein an sechs unbekannte Häftlinge eines Todesmarsches vom Außenlager Ohrdruf SIII des KZ Buchenwald, die im Frühjahr 1945 von SS-Männern ermordet wurden. Ein ähnliches Gedenken für fünf gleichfalls unbekannte und ermordete Häftlinge wurde auf dem Friedhof des Ortsteils Göttern errichtet.

## Wirtschaft und Infrastruktur

### Verkehr
Magdala liegt direkt an der Bundesautobahn 4, an der es eine eigene Anschlussstelle (Nummer 51) besitzt. Landesstraßen verbinden die Stadt mit Weimar im Nordwesten, Bucha im Südosten, Isserstedt im Nordosten und Blankenhain im Südwesten.
Der nächste Bahnhof befindet sich fünf Kilometer nördlich in Großschwabhausen an der Bahnstrecke Weimar–Jena–Gera. Dieser wird stündlich von der Regionalbahn RB 21 der Erfurter Bahn bedient. Mit der Buslinie 229 der PVG Weimarer Land kommt man nach Weimar bzw. Blankenhain.

## Persönlichkeiten
- August Wilhelm Dennstedt (1776–1826), Naturwissenschaftler, Arzt und Autor. Zudem war er Bürgermeister in Magdala und seit 1818 wissenschaftlicher Leiter des Botanischen Gartens Belvedere in Weimar
- Horst Gerhardt (1935–2021), Bergingenieur aus Magdala, Hochschullehrer und Rektor der Bergakademie Freiberg
- Bernd Herzog (* 1938), Fußballspieler aus Magdala, spielte für Leipziger Vereine in der DDR-Oberliga
- Karin Richter (1943–2022), Literaturwissenschaftlerin, geboren in Magdala
- Felix Schmidt (1885–1932), Politiker, geboren in Magdala
- Anton Sommer (1816–1888), Dichter aus Rudolstadt, arbeitete zeitweise als Hauslehrer in Magdala
- Heinrich Friedrich Weber (1843–1912), Physiker aus Magdala, Professor an der ETH Zürich
- Kurt Wirth (1901–1948), Rechtsanwalt, NSDAP-Politiker und Mitglied des Provinziallandtages der Provinz Hessen-Nassau